# Marilena Chaui
Marilena de Souza Chaui (Pindorama, 4 septembre 1941) est une philosophe spécialiste de Baruch Spinoza, écrivaine brésilienne, professeure de la faculté de philosophie, sciences et lettres de l'Université de São Paulo.
Elle est considérée comme l'un des  plus importants  philosophes du Brésil, avec une œuvre de grande influence dans les sciences sociales,. Elle se distingue également par son action politique : elle participe à la résistance contre la dictature militaire et à la gestion de la ville de São Paulo en tant que membre du Parti des travailleurs, parti politique dont elle est l'une des fondatrices et militante intellectuelle active,,,,,.

## Livres
- A Ideologia da Competência
- A Nervura do Real
- Brasil: Mito Fundador e Sociedade Autoritária
- Boas-vindas à Filosofia
- Cidadania Cultural
- Conformismo e Resistência
- Contra a Servidão Voluntária
- Cultura e Democracia, o Discurso Competente
- Da Realidade sem Mistérios ao Mistério do Mundo
- Desejo, Paixão e Ação na Ética de Espinosa
- Dialética Marxista e Dialética Hegeliana
- Direitos Humanos, Democracia e Desenvolvimento
- Eja - Filosofia e Sociologia
- Escritos Sobre a Universidade
- Espinosa: Uma Filosofia da Liberdade
- Experiência do Pensamento
- Filosofia: Volume Único
- Ideologia e Mobilização Popular
- Introdução à História da Filosofia (Vol. I et II)
- Manifestações Ideológicas do Autoritarismo Brasileiro
- O Convite à Filosofia
- O que é Ideologia
- O Ser Humano é um Ser Social
- Política em Espinosa
- Professoras na Cozinha
- Repressão Sexual
- Simulacro e poder

## Prix et reconnaissances
Marilena Chaui et son œuvre sont reconnus par plusieurs prix, y compris certains des plus importants au Brésil:
- 1981 : Prix du meilleur livre de non-fiction pour Cultura e Democracia, Association des critiques d'art de São Paulo (APCA).
- 1992 : Ordre de l'honneur et du mérite, par la Chambre brésilienne du livre.
- 1992 :  Ordre des Palmes Académiques, du président de la République de la France.
- 1994 : Prix Jabuti
- 1999 : Prix Sérgio Buarque de Holanda de meilleur livre d'essais, A Nervura do Real, de la Bibliothèque Nationale.
- 2000 : Prix Jabuti.
- 2003 : Docteur honoris causa de l'université Paris-VIII.